# Свинуха (приток Мачехи)
Свинуха — река в Волгоградской области России. Устье реки находится в 37 км по левому берегу реки Мачеха. Длина реки составляет 13 км, площадь водосборного бассейна 83,5 км². Берёт начало в балке Свинуха, на протяжении 3 км являющейся границей между Волгоградской и Саратовской областями.

## Данные водного реестра
По данным государственного водного реестра России относится к Донскому бассейновому округу, водохозяйственный участок реки — Бузулук, речной подбассейн реки — Хопер. Речной бассейн реки — Дон (российская часть бассейна).
Код объекта в государственном водном реестре — 05010200412107000007613.